# Сражение за Сийранмяки
Сражение за Сийранмяки  (фин. Siiranmäki) — боевые действия во время Великой Отечественной войны между советскими и финскими войсками, один из эпизодов Выборгской наступательной операции Ленинградского фронта лета 1944 года.
Сражение происходило 13-16 июня 1944 г. на Карельском перешейке в районе деревни Сийранмяки (не существующей в настоящее время), на территории Первомайского поселения, Административный центр поселения — посёлок Первомайское (до 1948 г. посёлок назывался Кивеннапа), Выборгский район (Ленинградская область) при прорыве частями Красной Армии второй долговременной финской оборонительной линии (линии VT), упоминается как бои за высоту 171.0.

## Силы сторон
В боях с советской стороны участвовал 98-й стрелковый корпус (командир корпуса генерал-лейтенант Анисимов) 23-й армии (командарм генерал-лейтенант Черепанов) в составе 281-я стрелковая дивизия, 381-я стрелковая дивизия, 177-я стрелковая дивизия (2-й эшелон), 92-я стрелковая дивизия (передана в состав 98 ск 15.6.44 г.), части усиления: 46-й Гвардейский тяжелый танковый полк прорыва (танки КВ — 23 машины), 226 отдельный танковый полк (танки T-34-76- 21 машина), 396-й Гвардейский тяжелый самоходный артиллерийский полк (СУ-152- 20 машин) и 938-й самоходный артиллерийский полк (СУ-76 — 21 машина). Полоса наступления корпуса 25 км.
Артиллерийские части 98 ск: всего орудий и миномётов 554 (миномёты калибра от 50 мм до 120 мм, орудия от 45 мм до 152 мм, из них миномётов калибром 120 мм. 84, орудий калибра 76 мм. 127, орудий калибра 122 мм. 35, калибра 152 мм. 18).
Из переданных 11.6.44 г. в оперативное подчинение 98 ск артиллерийских частей усиления была создана группировка для проведения операции прорыва второго оборонительного рубежа.
Из состава группировки непосредственно в сражении за Сийранмяки участвовали: подгруппа АР(Артиллерии разрушения) — 2 дивизиона 96 ТГАБр (тяжелая гаубичная артиллерийская бригада), подгруппа АДД (Артиллерия Дальнего Действия) — 336 АПАП (Армейский пушечный артиллерийский полк), подгруппа контрбатарейной борьбы — 794 ГАП (Гаубичный артиллерийский полк), подгруппа поддержки пехоты — 641 ИПТАП (Истребительно-противотанковый артиллерийский полк), 3 батареи 165 ИПТАП, 567 и 506 МП (миномётные полки) Артиллерии Резерва Верховного Главнокомандования (АРВГК), группа ГМЧ (Гвардейских миномётных частей)- 2-й, 3-й дивизионы 70-го Гв мп и 40-й Гв. мп. (Гвардейские миномётные полки (реактивная артиллерия)).
Состав обороняющейся финской группировки: группа Энрота (командующий подполковник Энрот) из состава 3-го армейского корпуса (командующий Сииласвуо): 57-й пехотный полк 15-й пехотной дивизии, 49-й и 7-й пехотные полки, 3 -й и 12-й отдельные батальоны 2-й пехотной дивизии, 3/48 и 2/6 полки 18-й пехотной дивизии. Артиллерийская поддержка: 12 артиллерийских и 18 миномётных батарей. Следует иметь в виду, что штатное количество военнослужащих финской дивизии составляло около 16 тыс. человек, батальона около 800 человек. Данных о численном составе оборонявшихся частей на момент сражения нет.

## Выборгская операция Ленинградского фронта, финские оборонительные линии

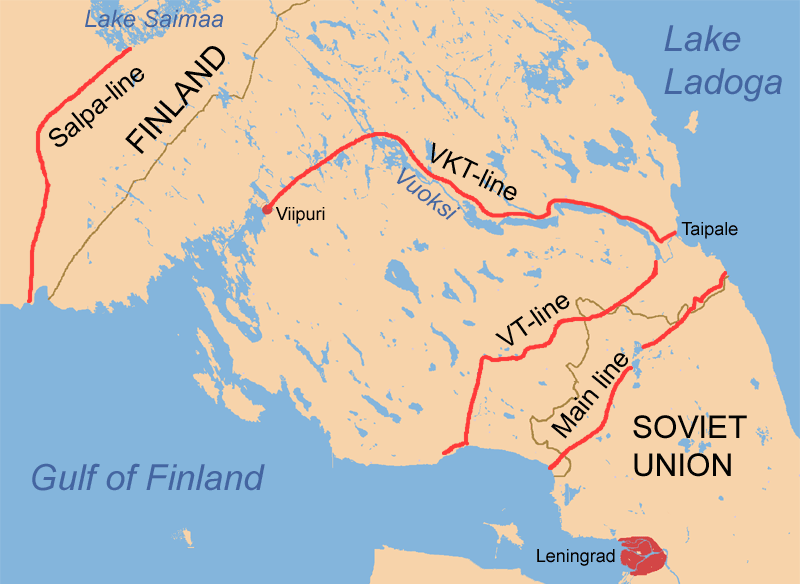
Карта финских линий обороны на Карельском перешейке летом 1944 г. На Карельском перешейке были подготовлены несколько долговременных оборонительных линий, первая (главная линия), вторая — линия VT, третья- VKT-линия и далее- Линия Салпа.

Узел Сийранмяки, высота 171.0, являлся ключевым узлом обороны на второй долговременной оборонительной линии финнов (линии VT) на участке наступления 23-й армии.
Прорыв обороны укреплённого узла Сийранмяки давал 23-й армии возможность продолжить наступление на Валкъярви и Вуотта, создать угрозу финскому 3-му армейскому корпусу, противостоявшему 23-й армии, и препятствовать его отходу на следующий рубеж обороны. Следующим рубежом обороны могла стать только Вуоксинская водная система (река Вуокса).

## Начало наступления
10.6.44 г. войска 21-й армии, начав Выборгскую операцию, перешли в наступление на укреплённые позиции финнов. Дивизии 98 ск начали участие в выборгской операции не одновременно.
381 сд в составе 97 ск 21-й армии начала атаку на первую оборонительную линию финской обороны 10.6.44 г. в направлении Камешки, Большое и Малое Каллелово (в настоящее время населённые пункты не существуют) и прорвала её на фронте 2 км, овладела Каллеловскими высотами, части дивизии сходу форсировали реку Сестра, разгромив 2 батальона противника . 11.6.44 года дивизия передана в подчинение 98 ск 23-й армии. В зависимости от обстановки Командование Ленинградским фронтом оперативно решало вопросы усиления частей и вопросы их снабжения.
11.6.44 года 98 ск с рубежа реки Сестра прорвал первый рубеж обороны в районе Хартонен (недалеко от посёлка Ленинское, Первомайское поселение Выборгского района), высота 164, овладел населенным пунктом Кекрола (урочище Пионерское, в настоящее время находится на территории Выборгского района), 281-й сд, 381-й сд и 177-й сд с частями усиления вышел к 13.6.44 г. на вторую главную долговременную линию обороны (линия VT) и вёл бой в районе Вехмайнен, Сийранмяки.
Потери 98 ск с 11.6 по 13.6 44 г. составили 139 человек убитыми, ранены 853 человека.

## Характеристика рубежа обороны опорного пункта Сийранмяки
Деревня Сийранмяки, по названию которой назван укреплённый узел, находилась на господствующей над окружающей местностью высоте 171.0. Командованию было известно, что противник на втором рубеже имел достаточную артгруппировку, узел обороны, кроме самой высоты 171.0, которая представляла собой крепость, эшелонирован в глубину, имел 3-4 ряда бетонных и гранитных надолб («Зубы дракона») и рядов колючей проволоки, систему долговременных огневых точек (ДОТ), и ДЗОТ, минные поля. Но полной информацией о втором рубеже обороны командование не располагало. Не удалось вскрыть систему огня и расположение ДОТ, ДЗОТ, не были засечены расположения батарей, у артиллерии не было достаточно инструментальных средств для засечки артминомётных батарей. В финских документах при описании боёв отмечался «чрезвычайно интенсивный артиллерийский огонь противника» с использованием орудий, реактивных установок и зенитной артиллерии.

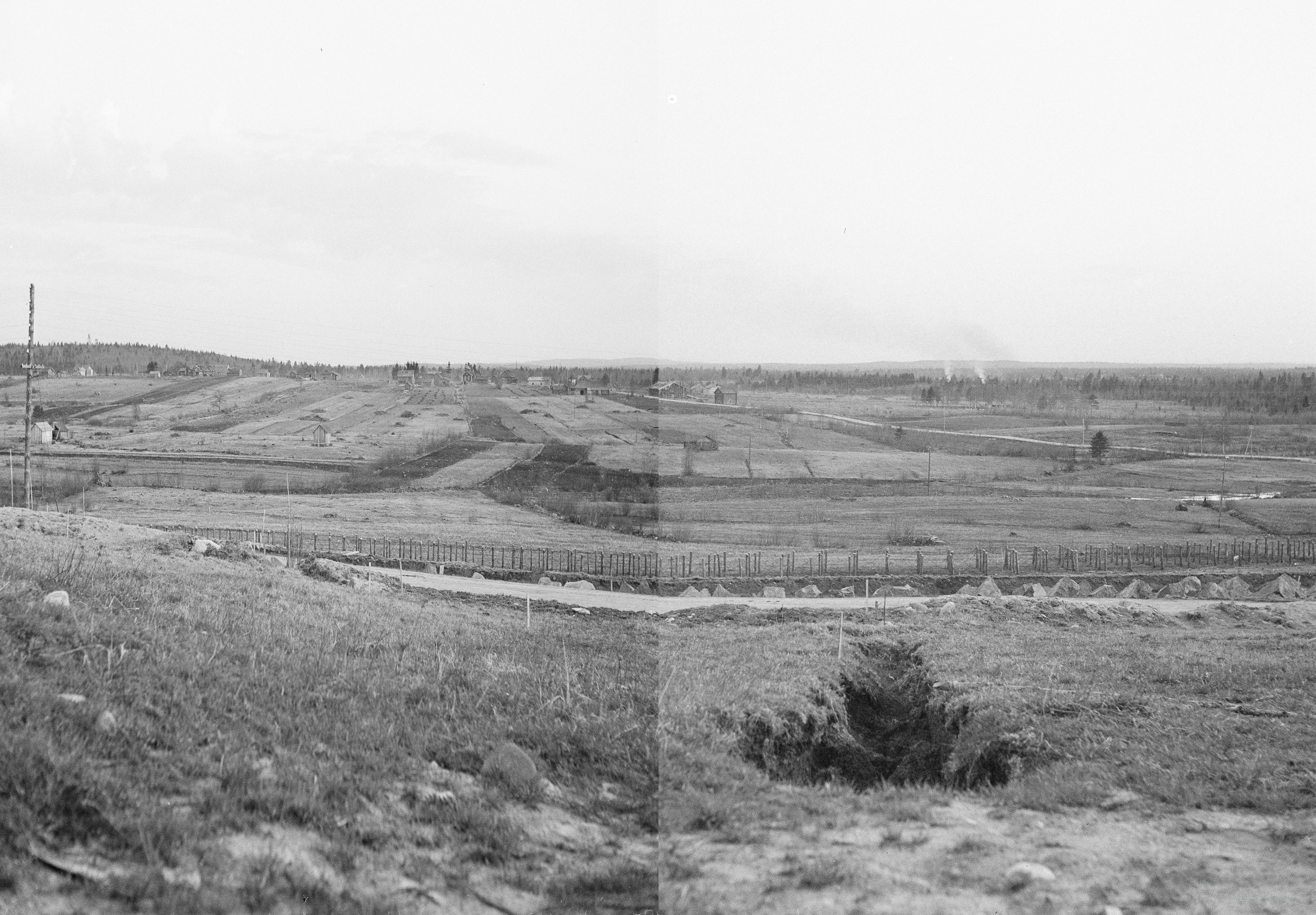
Сийранмяки, 1944 год. Один из участков линии обороны. Фотографии из архива Сил обороны Финляндии (SA-Kuva).

Характер боевых действий определяли условия местности — отсутствие благоустроенных дорог, кроме единственной шоссейной дороги в полосе наступления, что затрудняло манёвр артиллерии и танков. Обстановка и условия местности так же исключали обход Сийранмяки с флангов.
После захвата опорного пункта Сийранмяки осуществлен более детальный осмотр, установлено, «что в районе высоты 171.0. имелось 5 рядов железобетонных и гранитных противотанковых надолб, 5 рядов проволочного заграждения… Траншеи с развитыми ходами сообщения обшиты жердями. Бронеколпаки расположены на уровне земли и тщательно замаскированы. При нескольких попаданиях наших снарядов бронеколпаки остались не разрушенными, а имели только вмятины».
Описание опорного пункта Сийранмяки из документа «Краткая тактико-техническая характеристика второй оборонительной полосы финнов на Карельском перешейке прорванной войсками ЛенФ в июне 1944 г.»: « На 1 км фронта : Открытых артиллерийских железобетонных площадок — 6, открытых ж/б площадок с укрытием — 4, пулеметных ж/б ДОТ с бронеколпаками — 6, бронеколпаков — 2, железобетонных наблюдательных пунктов с убежищами — 3, железобетонных убежищ — 16». Характеристики, относящиеся ко всем однотипным сооружениям второй оборонительной полосы: «…Имеющиеся огневые железобетонные сооружения, в огневой связи с открытыми пулеметными площадками и ячейками для РП и автоматчиков, создавали 3-4 слойный артиллерийско — пулеметный огонь перед передним краем… Толщина броневых колпаков, вделанных в железобетонные казематы, равна 300 мм (вес около 16 тонн) с предельно низкой посадкой, что сводит к минимуму вероятность разрушения огнем прямой наводки орудиями 150 мм калибра…толщина боковых стен артиллерийских сооружений равна 2,0 и 2,5 м…»
Высоту 171.0 участвовавшие в сражении солдаты 23-й армии чаще называли ключевой.

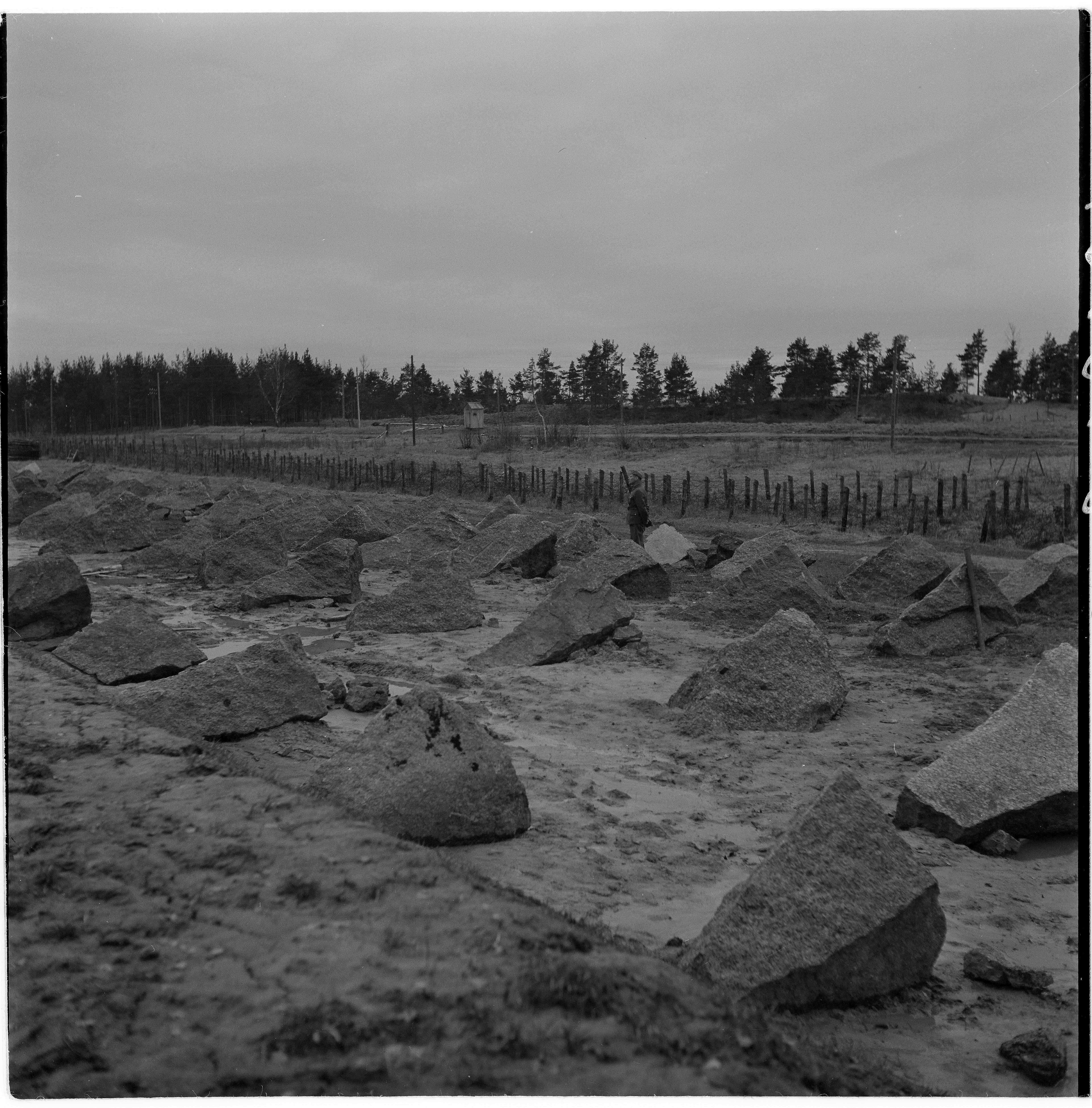
Линия препятствий ВТ, 1944 г. Фотография из архива Сил обороны Финляндии (SA-Kuva).

## Ход сражения
13 июня 1944 г. 
В Боевом донесении штаба 23 армии командующему Ленинградским фронтом от 12.06.44 г.
направлено решение командующего 23-й армией: 98 ск в прежнем составе к исходу дня подойти ко 2-й оборонительной полосе противника, сходу взломать её и к исходу 13.6.44 г. выйти на рубеж Липола, Тарпила
Директивой штаба Ленинградского фронта 68/ОП от 12.06.1944 г. о развитии наступления и взломе второй оборонительной полосы финнов это решение подтверждено.
К рубежу обороны противника части 98 корпуса с приданными артчастями подошли к 13.6.44 г., производилось укрытие личного состава и техники. Ночью впервые проявила активность авиация противника, ночные бомбардировщики бомбили дороги и район скопления транспорта.
В Боевом приказе штаба 281-й сд 11.00. 13.6.44 г. определены задачи дивизии:
281 сд наносит удар в направлении Сийранмяки, Липола с целью прорыва обороны противника,
1066 стрелковый полк выведен в резерв, 1062 сп со средствами усиления наступает на участке Савола,
1064 стрелковый полк с 3-й батареей 816 артполка, 46 гттпп, 938 сап наступает на участке, включающем высоту 171.0.
Готовность пехоты и артиллерии 16.00.13.6.44 г.
Задачи артиллерийских и танковых частей подавить артиллерию и миномёты противника, уничтожать живую силу противника в траншеях и районах опорных пунктов высот 171.0., 138.0., обеспечить захват пехотой опорных пунктов противника высоты 171.0., 138.0..
Была проведена рекогносцировка местности, разведка обороны и расположения огневых точек противника, согласование действий танковых частей с частями 281 сд.
13.6.44 г. к линии укреплений 46-м гттпп был выслан танк КВ, командир танка гвардии младший лейтенант Роман Ильич Петров, с задачей разведки противотанковой обороны и огневых средств в узле сопротивления финнов. Противник открыл по танку огонь орудиями прямой наводки, машина была подбита и экипаж танка Петрова с бортовым номером 684 совершил подвиг. Оставаясь под огнём противника, чтобы спасти танк, танкисты дымовыми гранатами имитировали горение танка и собственную гибель, экипаж больше суток продолжал оставаться в танке и по рации сообщать координаты огневых средств узла обороны финнов и направлять танки на более удобные подходы к надолбам. После начала наступления 14.6. 44 г. танк открыл огонь по противнику. Экипаж пытался отремонтировать танк, при этом Петров получил ранения и по одним сведениям погиб на поле боя, по другим — доставлен в госпиталь и умер от ран. От ранения, полученного в этом бою, 17.6.44 г. умер в госпитале радист танка Вдовкин Николай Николаевич. Посмертно Петрову Роману Ильичу было присвоено звание Героя Советского Союза, другие члены экипажа были награждены орденами. Командующий 23-й армией Черепанов в книге воспоминаний «Поле ратное мое» назвал их имена — водитель гвардии старшина Андрей Борейша, командир орудия гвардии рядовой Василий Никифоров, заряжающий гвардии рядовой Герман Гаврилов. Впоследствии экипаж танка продолжал воевать и назывался Петровским экипажем.

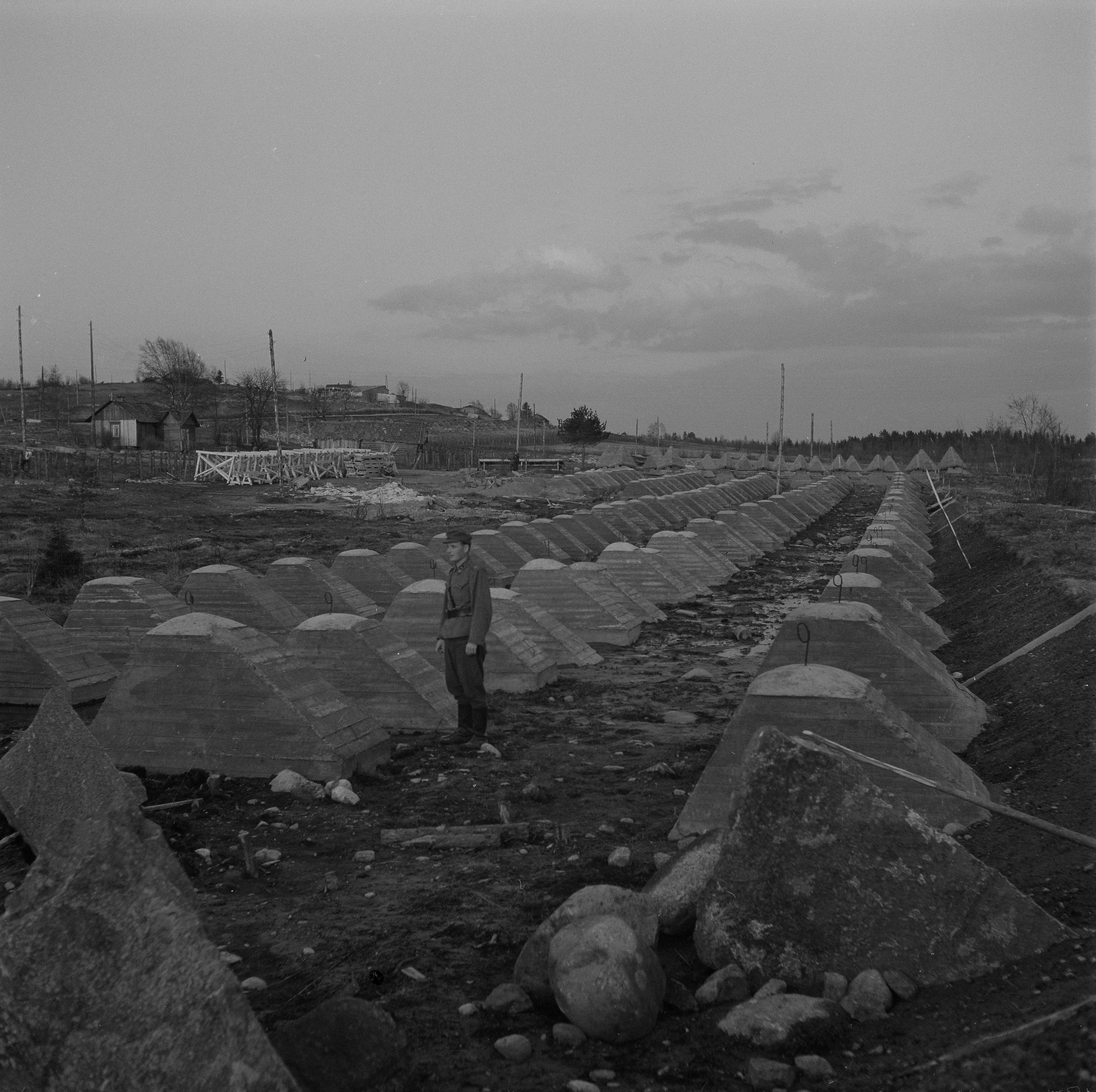
Линия ВТ. Сийранмяки, 1944 г. Фотография из архива Сил обороны Финляндии (SA-Kuva).

13.6.44 г. в 19.00. 1064-й сп 281-й сд, согласно приказу комдива, при поддержке огня орудий прямой наводки бронетехники 46 гттпп, 938 сап, 396 гтсап и 816 артполка, начал выдвигаться на рубеж атаки на участке высоты 171.0. Орудия бронетехники и артиллерии корпуса подавляли огонь противника с южных скатов высоты 171.0. Но, подойдя к линии укреплений на 100—150 м, полк встретил сильный артминомётный огонь противника из глубины обороны, понёс потери, вскоре получил приказ прекратить наступление и был выведен из боя. 4 батареи (20 машин СУ-152) 396-го гтсап, выйдя на открытые позиции в 17.40., с расстояния 300—400 м. 4.5 часа под непрерывным огнём противника вели огонь прямой наводкой по укреплениям, каждая машина выпустила по 30 снарядов.
13.6.44 г. командарм 23-й армии принимает решение о прорыве 98-м ск второй оборонительной полосы противника в направлении Вуотта, Валкъярви. Наступление было назначено на утро 14.6.44 г., после прорыва обороны противника корпусу приказано 14.6.44 г. овладеть Липола, Тарпила (в настоящее время урочище Шестово, Красносельское поселение Выборгского района). Командир 281 сд принял решение начать атаку 1062-м сп и 1064-м сп, имея 1066-й сп во втором эшелоне.
14 июня 1944 г. 

Решение командира 281-й стрелковой дивизии на атаку и захват высоты 171.0.

После штурмового удара авиации по общему сигналу «Москва» в 8.00 начата 55 — минутная артподготовка.
381-я сд 98 корпуса наступала западнее высоты 171.0. без поддержки бронетехники и её части сумели занять участок финских траншей. В 14 часов финны провели две контратаки и выбили части 1263 и 1259 стрелковых полков дивизии с захваченных позиций.
281 сд наносила основной удар на высоту 171.0. при поддержке 46 гттпп, 226 отп и и 938 сап, но бронетехника через линию противотанковых надолбов пройти не смогла. Огонь артиллерии прямой наводки по надолбам оказался неэффективным, проходов в линии сделано не было. Наступление замедлилось. 1064 сп дошёл до юго- западных скатов высоты и под огнём противника залёг.
396 гв. тсап взаимодействовал с 1066 сп дивизии, тремя батареями (15 орудий) выдвинулся на расстояние 300-400 м.  до линии надолбов, при получении команды, находясь под непрерывным огнём противника и меняя позиции,  открыл огонь  по надолбам.  Одна батарея  полка  располагалась близ опорного пункта финнов  на окраине населённого пункта Сурселька и вела огонь прямой наводкой  по артбатареям  противника, ведшим огонь по  самоходкам  396 гтсап.
У надолбов осталось несколько танков, огонь их орудий по надолбам с расстояния 100—150 м так же оказался неэффективным. Установленные противотанковые надолбы огню орудий танков и  СУ −152 бетонобойными, фугасными и бронебойными снарядами, продолжавшемуся 1 ч.40 мин., не поддавались, надолбы были установлены в котловане, прикрыты песочным валом, это затрудняло возможность вести огонь на разрушение.
До 23 часов СУ-152  396 гвардейского тяжёлого сап, меняя позиции после каждых трех выстрелов и отходя для получения боекомплекта, вели огонь по огневым точкам противник прямой наводкой.

В 14 часов проход в линии надолбов был сделан танком КВ командира взвода 46 гттпп гвардии лейтенанта Соколова Павла Николаевича. Механик — водитель гвардии старший сержант Борис Елисеевич Шмелёв, используя личное умение, два часа под огнём таранил и выкорчевывал препятствия, впервые на Ленинградском фронте применив такой приём. Танк вёл огонь по финским позициям, затем попаданием снаряда противника орудие танка было повреждено. КВ Соколова огнём прикрывали другие танки и САУ. Гвардии старший сержант Шмелёв сумел раздвинуть надолбы, танк первым устремился на высоту, в проделанный проход за ним прошли три СУ-76. Поднявшись на высоту 171.0., танк поддерживал наступающую пехоту, огнём и гусеницами экипаж танка Шмелёва уничтожил свыше 50 солдат и офицеров противника и 8 огневых точек с прислугой. За этот подвиг Шмелёву Борису Елисеевичу было присвоено звание Героя Советского Союза, командир танка Соколов Павел Николаевич награждён орденом Отечественной войны I степени, командир орудия танка гвардии сержант Голубев Михаил Дмитриевич награждён орденом Славы III ст. Имена других членов экипажа не известны.
Затем сапёры проделали ещё 2 прохода в заграждениях. В проделанные проходы пошли танки и СУ-76 938-го сап. При поддержке бронетехники к 15.00 после повторной атаки 1062-й и 1064-й сп почти полностью овладели высотой 171.0, выйдя на её северо- восточные и северо-западные склоны.
Красный флажок на высоте установил ефрейтор 1064-го стрелкового полка 281-й стрелковой дивизии Роман Петрович Хованский. Во время боя за высоту он с сапёрами участвовал в подрыве гранитных надолб, во время атаки, когда пехота под огнём финского пулемёта залегла, гранатой, брошенной в ДЗОТ, уничтожил расчёт пулемёта противника, рота снова поднялась в атаку, заменил раненого командира и повёл роту в атаку. За этот подвиг Хованскому Роману Петровичу было присвоено звание Героя Советского Союза.

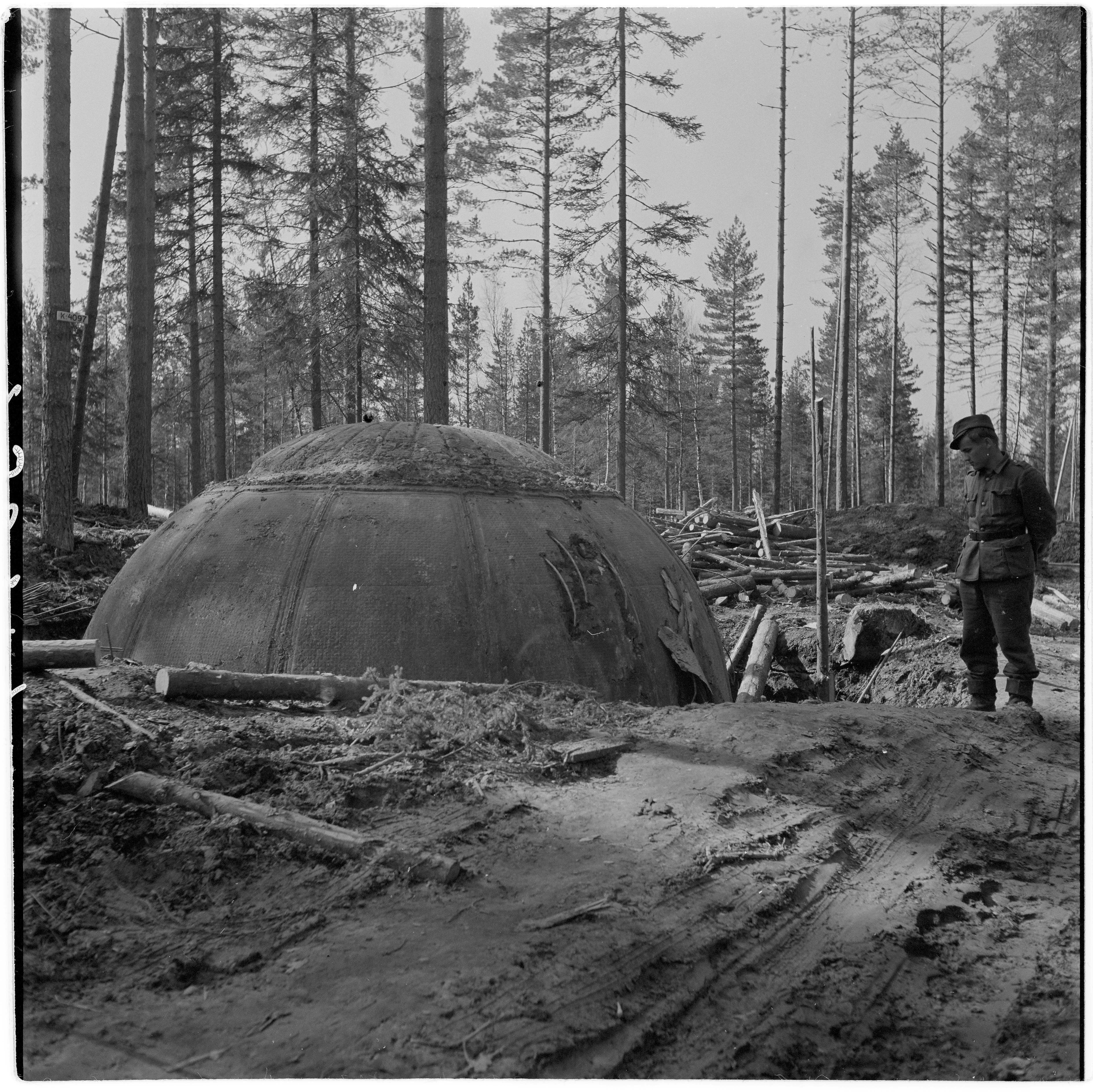
Линия ВТ. Бронеколпак № К-4097. Фотография из архива Сил обороны Финляндии (SA-Kuva).

На правом фланге 98 ск смог вклиниться во второй оборонительный рубеж и захватить опорный пункт Вехмайнен, находившийся восточнее основного укреплённого узла Сийранмяки.
Наступлению корпуса содействовала штурмовая авиация 13-й воздушной армии, находившейся в подчинении Ленинградского фронта.
Под сильным огнём противника части корпуса дальнейшего продвижения не имели. С 15.00 противник силами до 2 рот неоднократно переходил в контратаки, пытаясь выбить наши подразделения с высоты 171.0. и в 18 час. финны докладывали об отбитии высоты, но в журнале боевых действий 281 сд это не подтверждается.
В документах разных советских частей неоднократно описывается особенность тактики финских войск: при возникновении угрозы окружения они сразу отходят на следующий рубеж обороны и постоянными контратаками стараются вернуть утраченное положение.
С целью пресечь попытки противника вернуть высоту 171.0. на высоту вышли и остались на ней несколько советских танков и СУ-76. В 21.00. при поддержке танков 226 отп части 281 сд попытались атаковать противника в северном направлении, но танки попали на минное поле, потеряв 3 машины. Артгруппировка финнов открыла методичный огонь по гребню высоты, часть бронетехники была подбита. Участие финской артиллерии в обороне было значительным, это оказало влияние на ход сражения и подчеркивается в советских документах.
Всего во второй половине дня 1062 сп и 1064 сп 281 сд отбили 6 контратак, проводимых противником силами до батальона. Активно действовали финские снайперы, нанося потери, отмечено действие авиации противника. Финны под прикрытием артогня вплотную подходили к траншеям, но автоматно — пулемётным огнем и гранатами отбрасывались.
В результате взаимных атак и контратак потери в частях были большие. От финской 2-й роты 7 пп осталось 6 солдат, от 3-й — 15, 4-й крепостной батальон (аналог советского отдельного пулемётно — артиллерийского батальона (ОПАБ)) практически полностью уничтожен.
Б. Иринчеев в книге «Прорыв Карельского вала. Четвёртый Сталинский удар» приводит слова командующего обороняющейся финской группы подполковника Энрота: «Мы получили приказ держать оборону и будем ее держать до последнего солдата».
Потери 281 дивизии за 14.6.44 г.: убиты 232 человека, ранены 532 человека, в результате потерь 1062-й полк был выведен во 2-й эшелон. 1064-й сп так же понёс большие потери, выбыли из строя все командиры батальонов и рот, погиб заместитель командира 1064 сп по политической части майор Айзенберг Лазарь Григорьевич.
По записи в Журнале боевых действий 281 сд пленные показали, что финское командование перебросило свежий батальон танковой дивизии из Выборга, батальон понёс большие потери в контратаках. Кроме того, к утру 15.6.44 г. противник впервые получил и применил эффективные в ближнем бою панцерфаусты. Финны за всё время боёв отчитались о 7 подбитых КВ и 3-х Т-34, по документам бронетанковых частей 23 а безвозвратно потеряны 1 КВ , 1 СУ-152, три Т-34 , потери 938 сап: подбиты и подорвались на минах 12 слабо бронированных СУ-76 (8 установок восстановлены), сгорели 3 машины.
Артгруппировкой противника за 14.6. было выпущено 8540 снарядов и мин.
Артиллерия 23-й армии поддерживала наступавшие части, участвовала в отражении контратак, вела контрбатарейную борьбу. 14.6.44 г. по противнику было выпущено 36186 снарядов и мин. 70-й гвардейский миномётный полк дал 5 дивизионных, 2 батарейных и 1 установочный залп по сосредоточению пехоты и техники противника, по узлу сопротивления противника и контратакующей пехоте минами М-13 и 4 дивизионных залпа минами М-20. Расход 973 мины М-13 и М-20.
Советским войскам удалось захватить высоту 171.0 и прорвать оборону противника на ограниченном участке между развалинами в Сеппяля и дорогой на Вехмайнен. Интенсивные бои на участке прорыва продолжались и в последующие дни, но советским войскам расширить и развить прорыв не удалось, финские войска, несмотря на все попытки, восстановить контроль на этом участке не смогли.
К исходу дня 1062 сп и 1064 сп закрепились на достигнутых рубежах. В упорном сражении 14.6.44 г. высота 171.0 взята частями 98 ск, решающую роль сыграли штурмовые группы полков 281 сд.
15 июня 1944 г. 

Сражение за Сийранмяки 14.6.-16.6.1944 г. Схема положения частей 98 стрелкового корпуса.

Ночью противники готовились к продолжению сражения. Противник перебросил в район Сийранмяки 11-й батальон и 3/15 пп 15 пд.
Дивизии 98 корпуса перегруппированы и готовились наступать в северном направлении, проведена эвакуация раненых, непрерывный артиллерийский огонь противника затруднял эвакуацию.
В 7.30 1064 сп с поддержкой бронетехники 938 сап и 46 гттпп после короткого артналёта пошёл в атаку, его контратакой упредил противник, контратака была отбита, но атака полка успеха не имела, и он занял исходное положение.
В 8.00. к высоте 171.0. пошли танки 226 отп, 3-я и 4-я батареи СУ-152 (10 машин) в упор расстреливали ДОТы, ДЗОТы и живую силу противника. В 9.20 по приказу командира 396 гтсап на высоту вышли 2 батареи СУ — 152, бой вели совместно танкисты, самоходчики и пехота, 1066 сп вёл бой в траншеях. По докладам сапёров вершина высоты представляла собой сплошное минное поле. Артиллерия и тяжёлые миномёты корпуса концентрированным огнём пробивают проходы в минных полях, сапёры снимают уцелевшие мины и обозначают проходы в минных полях.
В 11.20 в проделанные в минных полях проходы в один прошли 5 танков Т-34, во второй — батарея СУ-152, они вели огонь по артиллерии, миномётам и живой силе противника, накопившейся на северных скатах высоты. Другая батарея СУ-152 огнём с гребня поддерживала наступавших. Сильным артиллерийским и ружейно — пулемётным огнём противник задержал пехоту и дальше гребня высоты не пустил. В 12.00. бронетехника вернулась на южные скаты высоты.
В 12.30. по приказу командира 396-го гтсап находящиеся на высоте батареи СУ-152 заняли круговую оборону, в 13.00. противник предпринимает контратаку силами до роты, бой идет на расстоянии 130—200 м. Огнем СУ −152 атака финнов отбита. Из пошедшего в атаку финского батальона численностью 350 военнослужащих за 15 июня было убито 120 человек. В результате потерь нехватка офицеров была уже очень заметна во всех подразделениях: 15.6.44 г. потери только в 7 пехотном полку составили 17 офицеров, 40 унтер-офицеров.
В 15.55 после 45- минутной артподготовки 1064 сп и 1066 сп с поддержкой 46 гттпп и 938 сап перешли в атаку.
1066 сп, встречая сильный огонь артиллерии и миномётов, продвинулся вперёд на 250—300 м и дальнейшего продвижение не имел. 1064 полк продвижение не имел, понеся большие потери ещё на рубеже атаки. Танки и СУ-76 прошли вперёд, но, лишившись поддержки пехоты, вынуждены были вернуться в исходное положение.
Затем противник вновь упредил атаку советских частей, атакуя силой до батальона при мощной артподдержке. После ожесточённого гранатного боя атака финнов была отбита.
Всего за 15 июня было отбито 12 финских контратак, проводимых силами от роты до батальона.
Корпус частями 281 сд с введённым в бой 483 сп 177 сд с поддержкой 46-го гттпп дважды пытался атаковать Сийранмяки, продвинулся на 300—400 метров, но дальше успеха не имел. Противник оказывал сильное огневое сопротивление 12-ю артиллерийскими и 18-ю миномётными батареями, части несли наибольшие потери от артминомётного огня и пехота залегала.
Из Выписки из журнала боевых действий артиллерии 98 ск за июнь месяц 1944 года:  Особенностью этих боев была ожесточенность. Из основных причин неудач было то, что артминометная группа противника, хоть и меньшая по числу, чем наша, не была подавлена. У артиллерии групп ДД (Дальнего Действия) и КМГ (Контрминомётная Группа) не было достаточно инструментальных средств для засечки арт мин. батарей противника, а поэтому их подавление было недостаточным .
Из документа Краткая сводка обобщенного боевого опыта войск 23 А за июнь 1944 г.
 За июнь 1944 г. … войска армии встретились с некоторыми особенностями и новым в системе обороны противника и тактике его оборонительного боя… Главные … заключались в умелом использовании противником природных условий (пересеченной местности, озер, болот, большого количества валунов и т. д.), на основе которых противник быстро (в несколько часов) создавал жесткую оборону… Все это …ставило наши войска перед сильно укрепленной… оборонительной полосой и давало возможность противнику задержать наше продвижение сравнительно небольшими силами. … При утрате позиций на основных оборонительных рубежах противник немедленно переходил в контратаку, которые носили особенно ожесточенный характер, и повторял их или до полного восстановления положения, или до полной потери своей живой силы .
В Журнале боевых действий 23-й армии за июнь 44 года в разделе Выводы за месяц (действия частей армии в июне 1944 г.) отмечаются общие недостатки, относящиеся к боевым действиям всех частей армии за июнь 44 г.: недостаточная обученность войск к штурму и атаке сильно укреплённых оборонительных рубежей в условиях лесисто-болотистой местности, слабая организация разведки. В этом документе как недостаток отмечено отсутствие штурмовых батальонов и групп, в Журнале боевых действий 281 сд 98 ск, штурмовавшей высоту 171.0 во время боёв за Сийранмяки, отмечается организация штурмовых групп и их решающая роль во взятии высоты 171.0.
15.6.44 г. артиллерией 23-й армии выпущено по противнику 27795 снарядов и мин. 70-й гв.мп произвёл 2 дивизионных и 2 батарейных залпа по окопавшейся пехоте финнов и скоплению пехоты противника.
По позициям частей 98 ск было выпущено 7300 снарядов и мин.
Значительную роль в ходе сражения сыграли бронетанковые части 23-й армии: 46-й Гвардейский тяжелый танковый полк прорыва, 226 отдельный танковый полк, 396-й Гвардейский тяжелый самоходный артиллерийский полк и 938-й самоходный артиллерийский полк. Они поддерживали пехоту, вели огонь по амбразурам ДОТ и ДЗОТ, нарушая огневую систему противника, отбивали контратаки финнов. Танкистами и самоходчиками было уничтожено 15 ДОТ, 5 орудийных ДОТ, 12 орудий ПТО, другое вооружение, большое число солдат и офицеров противника, 2 склада с боеприпасами, захвачены склады с военным имуществом, продовольствием и горюче-смазочными материалами.
В боях доблесть, мужество, воинское умение проявили командир танка 46 Гттпп гвардии лейтенант Николай Иванович Рязанцев, командир батареи 396 Гвардейского тяжелого самоходного артиллерийского полка гвардии старший лейтенант Павел Ефимович Тарнопольский, командир батареи 938-й самоходного артиллерийского полка старший лейтенант Воропаев Михаил Петрович и другие.
В сражении за Сийранмяки отличились 641-й ИПТАП и артиллерия стрелковых полков 281 сд. Они огнём орудий прямой наводки способствовали захвату и удержанию высоты 171.0., иногда, оставаясь без прикрытия пехоты, своим огнём отражали контратаки. 70-й Гвардейский миномётный полк своим своевременным огнём отразил 5 контратак противника.
В Журнале боевых действий 13-й Воздушной армии действия непосредственно в районе Сийранмяки не описываются (есть записи о Валкъярвском направлении), за 14.6.44 г. в полосе наступления 21-й и 23-й армий всего сделано 443 самолётовылета с целью ударов по опорным пунктам , 278 с/в на сопровождение пехоты и танков , 358 с/в по железнодорожным объектам, 309 с/в на прикрытие поля боя и работы боевой авиации, 43 с/в на разведку и фотографирование.
Авиационная поддержка наступления осуществлялась и ВВС Краснознамённого Балтийского флота (КБФ). 14.6.44 г. в бомбоштурмовом ударе по Сийранмяки участвовала группа штурмовиков Ил-2, ведущий группы командир 7-го штурмового авиационного полка ВВС КБФ Герой Советского Союза подполковник Мазуренко.
Авиация противника мелкими группами самолётов вела разведку боевых порядков и прифронтовых дорог, чаще в ночное время, 14.6. — 15.6.44 г. группами по 9-12 самолётов 3 раза бомбила районы высоты 171.0. и Вехмайнен. 15.6. 44 г. на позиции корпуса, прежде всего по расположению бронетехники, двенадцать бомбардировщиков сбросили 48,5 тонн авиабомб. В воздушном бою сбит 1 Ю-88. Двумя заходами пары истребителей противника были сожжены 2 аэростата наблюдения.
К исходу дня части 281-й дивизии закрепились на достигнутых рубежах, 1064 сп с 2-мя танками 46 гттпп перешёл к обороне на северо — западных скатах высоты 171.0.
381-я сд 1259-м сп и 1263-м сп вела бои на направлении вспомогательного удара в районе дороги Пелтола, Сийранмяки. 177 сд — второй эшелон корпуса.
16 июня 1944 г. 
В течение суток огнём и контратаками финские части сдерживали наступление войск корпуса. 1066 сп с 2.00 до 7.00 отразил 3 контратаки финнов силами до 2 рот. 16.6.44 г. погиб заместитель командира 1066 сп по политической части майор Пономарев Калина Денисович. В 16.20. 1064 сп отбил контратаку финнов на левом фланге, артогнём контратакующая группа противника была прижата к земле и почти полностью уничтожена. В боях 15.6.44 г. и при отражении контратак противника 16.6.44 г. отличился командир батареи 816-го артиллерийского полка 281 сд старший лейтенант Владимир Иосифович Мостовой. В том числе и за эти подвиги ему было присвоено звание Героя Советского Союза.
Финская артгруппировка за сутки выпустила до 2000 снарядов и мин.
16.6.44 г. артиллерией 23-й армии выпущено по противнику 17439 снарядов и мин. 70-й гв.мп произвёл 1 батарейный залп по сосредоточению пехоты противника в районе севернее Вуотта. 16.6.44 г. финскими частями отмечено ослабление активности советской авиации, что, вероятно, связано с боевыми действиями в районе стратегического прорыва 21-й армии в Куутерселькя.
Советские части удержали высоту.
16.6.44 года понёсшие большие потери и измотанные финские части получили приказ на отвод к реке Вуокса. Дивизионной разведкой 177 сд установлено, что противник, оставляя заслоны, с 5.00. отходит с рубежа обороны.
381 сд и 281 сд выведены во второй эшелон корпуса. Бои продолжались, но с меньшей интенсивностью. С целью предотвращения атак противника и обороны высоты 171.0. на неё были выдвинуты 3 СУ-76 938 сап и 4 КВ 46 гттпп, остальная техника выведена из боя для ремонта и приведения в порядок. 16.6. 44 г. 281 сд отражает контратаки финнов, проводится сбор оружия на поле боя, эвакуация и захоронение убитых. В ночь на 16.6. 44 г. офицерами штаба 281 сд проведена поверка боевого и численного состава подразделений. В 20.00. после короткого огневого налёта 1064 сп при поддержке 3-х танков и САУ атаковал и овладел перекрёстком Сийранмяки, после захвата перекрёстка огневая активность противника снизилась.
В бой был введён резерв корпуса — 177 сд, части которой, вместе с 938 сап и 46 гттпп, начали преследование противника, старавшегося задержать их, минируя дороги, подрывая мосты и контратакуя.
Укреплённый район Сийранмяки был оставлен противником, стремительно отходившим на север.
18.6.44 года части 177 дивизии, преследуя противника, овладели ст. Валкъярви,.
В Журнале боевых действий 177 сд записано, что везде чувствовалась большая растерянность противника, по всем дорогам были разбросаны ящики с боеприпасами, оружием и военным имуществом. Захвачен склад с амуницией и имуществом связи и склад с боеприпасами.
К 20.6.44 года части дивизии вышли в район Хейниоки (Вещево (посёлок, Ленинградская область)) и поступили в распоряжение 6-го стрелкового корпуса. Войска 23-й армии выполнили задачу по выходу к Вуоксинской водной системе и продолжали наступление.
В книге воспоминаний командующий 23-й армией А. И. Черепанов написал: «Вечером 20 июня раздался звонок от командующего фронтом. Голос Маршала Советского Союза Л. А. Говорова показался мне менее строгим и официальным, чем обычно. — Выборг очищен от врага, — сообщил командующий. — Считайте, что к этому приложила руку и ваша армия».

## Итоги сражения
В результате сражения за Сийранмяки советские части, проявив массовый героизм, самоотверженность и боевую выучку, овладели сильным укреплённым узлом второй линии обороны и вынудили противника отступить на следующую линию обороны. Захват мощного узла обороны Сийранмяки объяснялся не слабым сопротивлением противника, а силой натиска частей 23-й армии.

Переход частями РККА финской линии надолбов в Сийранмяки после окончания боевых действий.

## Потери в сражении за Сийранмяки
И части корпуса, и противник понесли в сражении большие потери.
Согласно Боевому донесению штаба 98 ск от 17.6.1944 г., потери частей корпуса (92-й, 177-й, 281-й и 381-й дивизий), включая дату донесения 17.6.44 г., составили убитыми 788 человек, ранеными 2832 человека.
Б. Иринчеев в книге «Прорыв Карельского вала. Четвёртый Сталинский удар» пишет, что финны заявили о потерях 2-й пехотной дивизии убитыми 164 человека, 760 человек ранеными и 49 пропавшими без вести.
В боях за Сийранмяки с финской стороны участвовали не только части 2 пд. Эти данные не указывают потери других частей группы Энрота и потери присылаемых подкреплений. Объективных подтверждённых данных финских потерь в сражении за Сийранмяки настоящее время нет. Есть другие документальные свидетельства: 17.6.44 года 177-й сд при преследовании отходящего с рубежа Сийранмяки противника только в районе отметки 118.0 обнаружены до 500 трупов противника.
Бои за Сийранмяки (высоту 171.0) в ряду (Сражение при Куутерселькя, Сражение при Тали — Ихантала, Сражение на Вуоксе) самых тяжёлых и кровопролитных сражений на Карельском перешейке летом 1944 г.
В советской и российской официальной историографии об этих боях написано крайне мало. В 12- томном сборнике « Великая Отечественная война 1941—1945 г.г.» (издание 2015 г.) говорится: «23-я армия, возобновив наступление с рубежа озеро Лембаловское — Кекрола, силами 115-го и 98-го стрелковых корпусов овладела опорным пунктом Мусталово и вклинилась во вторую оборонительную полосу противника. В течение трех дней ее соединения и части вели упорные бои, преодолевая многочисленные заграждения и расширяя участок прорыва. К исходу 17 июня они вышли на рубеж Косела — Саунасари — Рауту — Мякряля — Тарпила».
Большое внимание к этому сражению проявляют в Финляндии, так как на фоне быстрого прорыва войсками Ленинградского фронта двух хорошо укреплённых долговременных оборонительных линий на Карельском перешейке, считавшихся неприступными, Выборгской катастрофы — падения Выборга за несколько часов, бегства из него оборонявшей город 20-й финской пехотной бригады, которые стали шоком для Финляндии и были «жестоким ударом по боевому духу войск» , обвального отхода финских частей с занимаемых позиций на следующую линию обороны, в боях за Сийранмяки финским войскам на 2-3 дня удалось задержать наступление Красной Армии.

## Отличившиеся в сражении воины
За подвиги, совершённые в сражении за Сийранмяки, звание Героя Советского Союза присвоено
- Мостовой Владимир Иосифович — старший лейтенант, командир батареи 816-го артиллерийского полка 281-й стрелковой дивизии 23-й армии.
- Петров Роман Ильич — гвардии младший лейтенант, командир танка 46 Гвардейского тяжёлого танкового полка прорыва
- Хованский Роман Петрович — ефрейтор, красноармеец 1-го стрелкового батальона 1064-го стрелкового полка 281-й стрелковой дивизии 23-й армии.
- Шмелёв Борис Елисеевич — гвардии старший сержант, механик — водитель старший 46 Гвардейского тяжёлого танкового полка прорыва.
- Большое число воинов 23-й армии и частей усиления, участвовавших в сражении, Приказами войскам 23-й армии, Приказами Бронетанковым и механизированным войскам 23-й армии, Приказами артиллерийским частям 23-й армии и Приказами по воинским частям награждены правительственными наградами, в том числе орденами Красного Знамени, Александра Невского, Славы.

## Воинские захоронения
Большое число воинов 23-й армии и частей усиления, погибших в сражении за Сийранмяки, захоронены и увековечены на Воинском захоронении № 2 , посёлок Ольшаники (Первомайское поселения, Выборгский район (Ленинградская область)).
Среди захороненных Герой Советского Союза Роман Ильич Петров. Воинское захоронение в Ольшаниках объект культурного наследия регионального значения.

## Память
- Высота в урочище Сийранмяки приказом Комитета по сохранению культурного наследия Ленинградской области от 17.12.2021 года включена в перечень объектов культурного наследия, расположенных на территории Ленинградской области[43]
- На месте ожесточённых боёв в районе Сийранмяки планируется организация мемориальной зоны
- В настоящее время на высоте 171.0. есть памятный знак, установленный в 2004 году по инициативе финского общества Община Кивеннапасеура[39]
- Краеведческий музей в поселке Первомайское Выборгского района Ленинградской области